# Opp (Alabama)
 Opp és una població dels Estats Units a l'estat d'Alabama. Segons el cens del 2000 tenia 6.607 habitants.

## Demografia
Segons el cens del 2000, Opp tenia 6.607 habitants, 2.753 habitatges, i 1.905 famílies. La densitat de població era de 148,7 habitants/km².
Dels 2.753 habitatges en un 28,4% hi vivien nens de menys de 18 anys, en un 50,5% hi vivien parelles casades, en un 14,8% dones solteres, i en un 30,8% no eren unitats familiars. En el 28,8% dels habitatges hi vivien persones soles el 15% de les quals corresponia a persones de 65 anys o més que vivien soles. El nombre mitjà de persones vivint en cada habitatge era de 2,33 i el nombre mitjà de persones que vivien en cada família era de 2,85.
Per edats la població es repartia de la següent manera: un 23,3% tenia menys de 18 anys, un 7,9% entre 18 i 24, un 24,6% entre 25 i 44, un 23,6% de 45 a 60 i un 20,6% 65 anys o més.
L'edat mediana era de 41 anys. Per cada 100 dones hi havia 79,8 homes. Per cada 100 dones de 18 o més anys hi havia 76,9 homes.
La renda mediana per habitatge era de 26.702 $ i la renda mediana per família de 32.436 $. Els homes tenien una renda mediana de 27.821 $ mentre que les dones 21.280 $. La renda per capita de la població era de 15.281 $. Aproximadament el 14,2% de les famílies i el 18,2% de la població estaven per davall del llindar de pobresa.

## Poblacions més properes
El següent diagrama mostra les poblacions més properes.